# 化合物

水是一種化合物，由一個氧原子和二個氫原子組成

化合物（chemical compound）是由兩種或兩種以上的元素以固定的質量比透過化學鍵结合在一起的化學物質。化合物可以由化學反應分解為更簡單的化學物質。像甲烷（{\displaystyle {\ce {CH4}}}）、葡萄糖（{\displaystyle {\ce {C6H12O6}}}）、硫酸鉛（{\displaystyle {\ce {PbSO4}}}）及二氧化碳（{\displaystyle {\ce {CO2}}}）都是化合物。
化合物是純物質分类下的一类，与元素和混合物相对。尽管有些情况下化合物的实际情况会与上述定义背离，如组成元素随制备方法而改变，内部结构并不均一，不同核素的分布并不固定等等，但一般仍认为它们属于化合物的范畴。另外，化合物中各元素的摩尔比并不一定是整数，某一元素也可呈不同的价态，例如非整比化合物和混合价态化合物。
化學元素的單質即使由幾個原子形成雙原子分子或多原子分子（如{\displaystyle {\ce {H2}}}, {\displaystyle {\ce {S8}}}），也不是化合物。
除特别不活泼的稀有气体氖外，其他所有稳定元素都已制成了化合物。稀有气体化合物的制备曾费了一些周折。第一個稀有气体化合物六氟合铂酸氙是在1962年才製備而得。

## 化合物的基本特性
化合物有以下的基本特性：
- 化合物中的元素有一定的比例關係（定比定律）[7]：像水中的氫和氧的原子數比恆為2:1。
- 化合物有一定的性質：化合物的性質可能和組成的元素不同，像由可助燃的氧和可燃燒的氫組成的水，既不會燃燒也不會助燃。

## 有機化合物與無機化合物
化合物主要分為有機化合物和無機化合物：
- 有機化合物大多数含有碳和氫等元素，且二元素形成碳氫鍵[8]，如甲烷（{\displaystyle {\ce {CH4}}}）、葡萄糖（{\displaystyle {\ce {C6H12O6}}}）等。

有機化合物中有些含氧，此外也常含有氮、硫、鹵素、磷等，組成元素的種類不多，但因為有機化合物中碳的結合力很強，可以互相結合成碳鏈或碳環，因此有機化合物可以有許多的變化，已知的有機化合物可達四百六十餘萬種。
- 無機化合物是所有不含碳的化合物及少數含碳的化合物（碳元素、碳矽化物、碳的氧化物、碳酸及碳酸鹽、氰氣及其衍生物）[9]，無機化合物組成元素的種類很多，已知的無機化合物約有四十萬種，如硫酸鉛（{\displaystyle {\ce {PbSO4}}}）、二氧化碳（{\displaystyle {\ce {CO2}}}）等。

## 分子化合物與離子化合物
化合物主要也可分為分子化合物和離子化合物，兩者的物理性質有較大的差異：
- 分子化合物是由分子形成的化合物，分子内各原子以共价键相连接，分子之间存在分子间作用力（如凡得瓦力和氫鍵）。大部份分子化合物不是導體，其沸點較低，常溫下可能是液體、固體或是氣體。像水、二氧化碳、甲烷、葡萄糖都是分子化合物。

- 離子化合物是由金屬原子及非金屬原子所形成的，金屬元素為陽離子，提供電子給非金屬元素形成的陰離子（或包括非金屬元素的酸根），氯化鈉即為離子化合物，離子化合物的特性也很類似氯化鈉，包括沒有展性、固體時會形成晶體、高沸點及熔點、只有在液態或水溶液中才會導電等特性等。

## 化合物和混合物的比較
化合物和混合物不同。化合物的物理性質和化學性質和組成的元素不同，而混合物物理性質和化學性質和組成的成份有關，這是化合物和混合物的主要差異。例如氯為黃綠色有毒的氣體，鈉為有金屬光澤的固體，二者都很容易反應，但組成的氯化鈉（食鹽）為無色或白色晶體，是很穩定的化合物。
另一個區分化合物和混合物的方式是混合物的成份可以用較簡單的物理方式分離，例如過濾、蒸發、使用磁力或其他方式分離，但化合物的組合成份只能用化學反應才能分離。相對的，混合物用物理的方式即可產生，但要製備化合物，需要用組成元素進行化學反應，或是將其他化合物進行化學反應才能製備。
除了金屬互化物之外的合金都是混合物，但有時會被誤認為化合物。合金是利用物理方式產生，一般是將組成的金屬加熱到液態，混合後再冷卻而得。另外類似化合物的混合物包括鹼金屬的液氨溶液。

## 相态
所有化合物都可以固态存在，以分子存在的化合物大多存在液态、气态形式，有些甚至可以等离子体存在，超临界流体的物质也可以存在，如超临界态的二氧化碳，它较常态的二氧化碳有更强的溶解性。
只要加热的温度足够高，所有化合物都会分解，生成更简单的化合物甚至相应的单质。如：
- {\displaystyle {\ce {2NaHCO3 ->Na2CO3 +H2O +CO2 ^}}}
- {\displaystyle {\ce {NH4Cl -> NH3 ^ + HCl ^}}}
- {\displaystyle {\ce {2H2O -> 2H2 + O2}}}

## 化學鍵
所謂化學鍵，即是一化學反應發生時，原子之間彼此鍵結的型式，一般常見的有共價鍵、離子鍵、金屬鍵。
- 共價鍵：共價鍵為二個原子分享電子對，原子間的吸引力及排斥力平衡後所成之鍵結形式[13]，例如溴化氢、氯化铝。

配合物中的共價鍵，其共用的電子對是由其中一原子獨自供應，此時稱為配位鍵。
- 離子鍵：當共價鍵鍵結形成之分子，原子間若电负性差在1.7以上時（电负性為原子吸引電子的能力），造成空間中電荷密度分布不均，電子會被吸引到电负性較大的原子那一方，由於吸引電子，故电负性大的原子表現出類似帶負電的特性，反之，电负性小的原子表現出類似正電荷的性質。含有离子键的化合物如：氧化铝、氯化锰。

綜合上述，若化合物中的原子电负性差小於1.7，則為共價鍵，若电负性差大於1.7，則為離子鍵。
- 金屬鍵：金屬原子大部分电负性小，故沒有將價電子保留在自己原子核周圍的能力，造成電子四處游离，當大量金屬原子聚集，大量游離的電子會在規則排列的金屬原子核間四處移動不受限制，這種大量電子游離的樣貌被稱為電子海，藉由電子海及金屬原子核彼此之間的作用力，即稱為金屬鍵。金屬互化物中的原子就是因金屬鍵而結合。

- 范德华力：一般被認為是原子間交互作用的結果，但實際上並未發生化學反應，該鍵有多種型式，鍵結力量弱，其中之一為氫鍵，顧名思義，即氫原子在空間中與其他原子彼此交互作用而形成的范德華鍵。由於其能量較低，一般會歸類為分子作用力，不属于化学键[15]。

## 氧化态
氧化态為化合物中某个原子氧化程度的量度。一般氧化态与另一个概念氧化数混用，但这二者之间仍有区别。化合物中原子氧化态的主要计算方法为：
- 大多数化合物中，氢的氧化态为1，氧的氧化态为-2。（例外有：活泼金属氢化物中，氢的氧化态为-1；过氧化物中，氧的氧化态为-1；）
- 中性分子中，各原子氧化态的代数和为零；离子中，各原子氧化态代数和与离子的电荷相等。

## 化學式
化學式是用元素符号和数字表示物质组成的式子。
只有純物質才有化學式，混合物則沒有。根据不同的形式差异，广义的化学式又可分为分子式、化学式、电子式、结构式、实验式（又称最简式）、键线式（又称骨架式）等等。
若是化合物以分子的形式存在，一般會用分子式為其化學式，若是礦物、金屬氧化物或是鹽類，一般會用实验式為其化學式。
化學式中元素的順序一般會依希尔体系排列。其體系中一般碳原子會放在化學式的最前面，後面是氫原子，其他元素則依照字母順序排列。若化合物中沒有碳，則包括氫在內的所有元素都依照字母順序排列。不過仍有一些化合物不依照此原則，例如離子化合物的陽離子一定放在前面，後面是陰離子，而氧化物的氧通常都放在後面。
有機酸的化學式一般也會依照希尔体系，碳和氫原子放在前面，例如三氟乙酸的化學式為{\displaystyle {\ce {C2HF3O2}}}。不過三氟乙酸的结构简式{\displaystyle {\ce {CF3CO2H}}}可以表示較多的資訊。
| 中文名称 | 分子式                                                           | 结构式 | 结构简式                         | 实验式                        | 键线式 |
| -------- | ---------------------------------------------------------------- | ------ | -------------------------------- | ----------------------------- | ------ |
| 乙烯     | {\displaystyle {\ce {C2H4}}}                                     |        | {\displaystyle {\ce {H2C=CH2}}}  | {\displaystyle {\ce {CH2}}}   | =      |
| 乙醇     | {\displaystyle {\ce {CH3CH2OH}}}或{\displaystyle {\ce {C2H5OH}}} |        | {\displaystyle {\ce {CH3CH2OH}}} | {\displaystyle {\ce {C2H6O}}} |        |

一般無機化合物不會以結構式來表示，像硫酸的化學式為{\displaystyle {\ce {H2SO4}}}，但其中沒有氫-硫鍵，若用類似結構式的方式，可以表示為{\displaystyle {\ce {O2S(OH)2}}}，其中可以表達更多的資訊，但幾乎沒有人用這様的方式寫硫酸的化學式。

## CAS号
每一種出現在文獻中的物質，包括化合物，都會有一個唯一的數字的數字識別號碼，稱為CAS号。不過CAS編號中也有對應單質、高分子材料、及合金的編號。因此有CAS号的不一定是化合物。